# Гришин, Фёдор Никитич
Фёдор Никитич Гришин (14 [26] февраля 1887, Тамбов — 5 февраля 1981, Бостон) — участник Белого движения на Юге России, полковник Генерального штаба.

## Биография
Происходил из мещан города Кишинёва. Уроженец Тамбова. Общее образование получил дома.
В 1909 году окончил Тифлисское пехотное юнкерское училище, откуда был выпущен подпоручиком в 22-й Восточно-Сибирский стрелковый полк. Произведен в поручики 15 октября 1912 года.
В Первую мировую войну вступил в рядах 22-го Сибирского стрелкового полка. За боевые отличия был награжден несколькими орденами. Произведен в штабс-капитаны 11 февраля 1916 года «за выслугу лет», в капитаны — 29 августа 1916 года. В 1917 году успешно окончил 3-x месячные подготовительные курсы Николаевской военной академии.
Причислен к Генеральному штабу приказом ГШ от 23 марта 1918 года, переведен в Генеральный штаб приказом Всероглавштаба от 27 июня того же года. Служил в штабе 4-й Петроградской стрелковой дивизии РККА, был начальником штаба бригады Сводной стрелковой дивизии, на 15 апреля 1919 года — в РККА. Затем перешел к белым. На 15 июня 1919 года — старший адъютант штаба 3-й Кубанской казачьей дивизии ВСЮР, в Русской армии — начальник штаба 1-й Кубанской казачьей дивизии, полковник. Награждён орденом Св. Николая Чудотворца. Эвакуировался из Крыма на остров Лемнос.
Осенью 1925 года — в прикомандировании к Кубанскому техническому батальону в Югославии. В эмиграции там же. В годы Второй мировой войны служил в Русском корпусе: в штабе 2-го полка, затем 1-го батальона 1-го полка (в звании унтер-офицера). Был ранен в Адашевцах 5 ноября 1944 года.
После войны переехал в США. Умер в 1981 году в Бостоне. Похоронен на кладбище Свято-Троицкого монастыря в Джорданвилле. Его жена Мария Николаевна (1908—1999) похоронена там же.

## Награды
- Орден Святого Владимира 4-й ст. с мечами и бантом (ВП 3.11.1915)
- Орден Святой Анны 3-й ст. с мечами и бантом (ВП 31.01.1916)
- Орден Святой Анны 2-й ст. с мечами (ПАФ 4.03.1917)
- Орден Святителя Николая Чудотворца (Приказ Главнокомандующего № 227, 10 марта 1922)